# Signe Lund
Signe Lund-Skabo, née le 15 avril 1868 à Christina et morte le 6 avril 1950 dans cette même ville, est une compositrice et professeur de musique norvégienne.

## Biographie
Signe Lund nait le 15 avril 1868 à Christiania (aujourd'hui Oslo), en Norvège. Elle est la fille du lieutenant-colonel Henrik Louis Bull Lund (1838-1891) et de la pianiste et compositrice Birgitte Theodora Carlsen (1843-1913). Sa sœur est l'artiste Henrik Lund (en) (1879-1935).
Ses talents musicaux sont remarqués par Edvard Grieg et Jhan Svendsen, amis de la famille. Elle étudie avec Erika Nilsson, Per Winge et Henrik Lund au Conservatoire de musique d'Oslo (en). Elle étudie ensuite à Berlin avec Wilhelm Berger ainsi qu'à Copenhague et Paris. Après avoir terminé ses études, elle travaille comme enseignante en Norvège.
Elle a été mariée avec Jørgen Skabo et avec l'architecte français George Robards.
Lund émigre aux États-Unis vers 1900 et occupe un poste d'enseignante à la Mayville State University à Mayville, Dakota du Nord. Elle est active dans le parti socialiste du Dakota du Nord et dans la Ligue non partisane. Elle perd son poste d'enseignante car elle fait circuler des pétitions pour la libération de la militante anti-guerre Kate Richards O'Hare de la prison d'État du Missouri.
Elle travaille ensuite comme interprète et conférencière à New York de 1902 à 1918 et à Chicago jusqu'en 1920.
En 1917 elle est l'un des membres fondateurs de l'Association des compositeurs norvégiens.
Aux États-unis elle rencontre et se lie d'amitié avec Sergei Rachmaninov.
Ses deux fils ont combattu du côté américain pendant la Première Guerre mondiale. Lorsque les cloches de l'église de New York ont sonné en novembre 1918 pour marquer la fin de la guerre elle s'est assise au piano et s'est mise à jouer ; c'est ainsi qu'a été composée la pièce pour piano Peace Bells.
Lund reçoit la médaille de mérite du Roi (no) pour sa contribution au renforcement des relations entre les États-Unis et la Norvège, mais elle perd sa citoyenneté américaine après la Seconde Guerre mondiale alors qu'elle était déjà retournée en Norvège[réf. nécessaire].
Elle a été membre de l'Assemblée nationale de 1935 à 1945 et a reçu une pension d'artiste de 1942 à 1945. Après la guerre, elle est privée du droit de vote pendant un certain temps et exclue de l'Association norvégienne des compositeurs, qu'elle a elle-même aidé à fonder.
Son autobiographie Sol gjennem skyer, livserindringer est publiée en 1944 mais est retirée de la circulation en 1945. Dans le deuxième volume, qui a été réédité en 2013, Lund explique qu'elle a été autorisée à publier Sol Gjennem Skyer II par son éditeur. Pour elle, les forces d'occupation allemandes représentaient la reconnaissance d'un art pour lequel elle s'était toujours battue. Ce n'est que pendant la guerre qu'elle obtient une pension d'artiste.
Après la guerre elle vit dans une ferme à Krødsherad pendant quelques années jusqu'à sa mort le 6 avril 1950 à Oslo.

## Œuvres

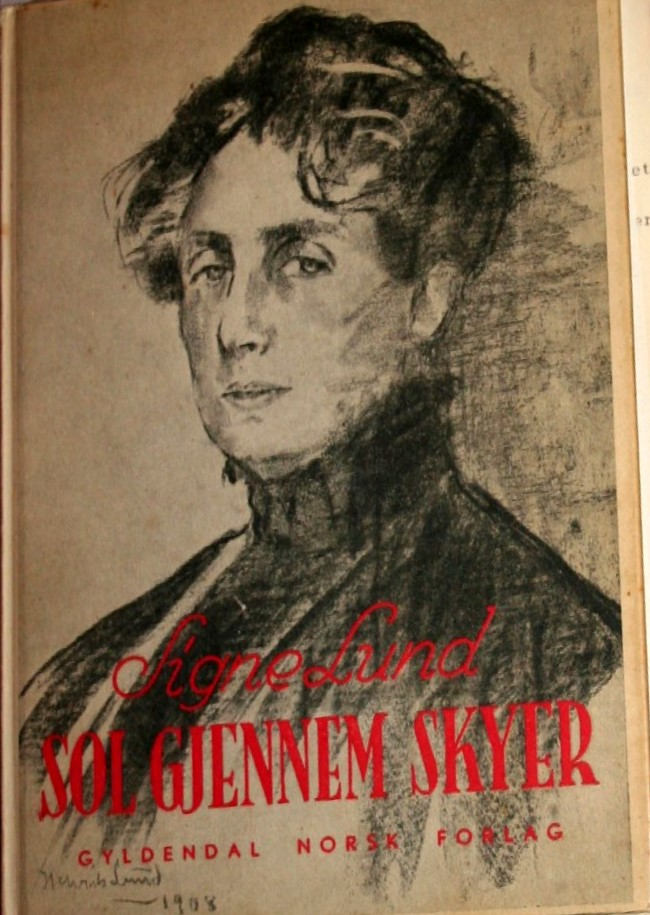
Autobiographie de Signe Lund publiée en 1944. Le portrait a été dessiné par son frère Henrik Lund en 1908.

### Musicales
- Norske Smaastubber, op. 15, pour piano (1893)
- Legende, de Quatre morceaux, Op. 16, pour piano (1896)
- Wahrhaftig (Et sandt Ord), Op. 28 non. 1 (Texte : Heinrich Heine)
- Valse de Concert, Op. 40, pour piano à quatre mains (1914)
- La Route de France, marche (aussi chœur) pour orchestre (1917)
- Concerto pour piano et orchestre, op. 63 (1931)

### Autobiographie
- Sol gjennem skyer, livserindringer ( Gyldendal, Vol. I, 1944 et II, 1946) (réimprimé lulu.com/spotlight/borrel/).